# Пересвєт
Пересвєт (рос. Пересвет) – місто і найбільший населений пункт однойменного міського поселення Пересвєт в Сергієво-Посадському районі Московської області Росії. Розташований за 17 км від Сергієва Посада – центру російського православ’я. Станом на 2015 рік населення міста складає 15000 тис. чол.. Місто будувалось як супутник випробувальної бази НІІХІММАШ де працює 3600 людей., у решті організацій міста та району працює 4000 людей.

## Житловий фонд
Житловий фонд міста складає 95 будинків різної поверховості, зі всіма комунальними зручностями. Загальна площа будинків 276700 м2, кооперативних – 6620 м², гуртожитків – 9200 м².

## Історія
У 1948 році поселення отримало назву Новостройка — цю назву будівництву, яке тут велось дали мешканці сусідніх сіл, і лише у 1955 році воно стало офіційним. 28 березня 2000 року селище отримало статус міста та нову назву Пересвєт. Значна частина його мешканців (випробувачів) брала участь у створенні та запуску першого штучного супутника та космічного корабля, на якому Юрій Гагарін здійснив політ навколо Землі. Пізніше тут виготовляли обладнання для орбітальних станцій «Салют», «Мир» та орбітального човна «Буран».
В околицях міста було збудовано випробувальний майданчик для космічних ракет — в 17 км від Сергієвого Посада, на правому березі річки Куньї, у 100 км від Москви. Вибором ділянки керували вищі чини радянської держави, серед них міністр оборони СРСР Дмитро Устинов. Перший випробувальний пуск ракети Р-1 відбувся 18 грудня 1949 року.
Наприкінці 1960-х роках у селищі було 10 вулиць, у 2010-х їх стало 13.

## Символіка
Місто Пересвєт має власну символіку – герб та прапор які були ухвалені 15 березня 2006 року. В основі міської символіки зображення вершника на коні, що стрибає. Основні кольори символіки – синій та жовтий.
 

## Міський округ
До складу міського поселення Пересвєт входять такі населені пункти:
- Пересвєт (місто)
- Червона Сторожка (присілок)
- Парфьоново (присілок)
- Ігнатьєво (присілок)
- Коврово (присілок)
- Самойлово (присілок)

## Транспорт
Місто Пересвєт пов’язано автобусним сполученням та маршрутними таксі з Сергієвим Посадом та іншими населеними пунктами району. Власної залізничної станції місто не має, залізничне сполучення із Москвою здійснюється через Сергієв Посад.

## Населення
| Рік  | тис. чол | рік  | тис. чол | рік  | тис. чол | рік  | тис. чол |
| ---- | -------- | ---- | -------- | ---- | -------- | ---- | -------- |
| 2001 | 14.5     | 2003 | 14.7     | 2005 | 14.7     | 2006 | 14.7     |
| 2007 | 14.7     | 2008 | 14.6     | 2010 | 14.5     | 2011 | 14.1     |
| 2012 | 14.1     | 2013 | 14.1     | 2014 | 14.0     | 2015 | 14.0     |

## Освіта і соціальна сфера
У місті є дві загальноосвітні школи, школа мистецтв, станція юних техніків, дошкільні установи, Будинок культури, басейн, поліклініки, бібліотека, аптека, профілакторій, лазня, чимало торговельних точок. Також у місті розташовано Сергієво-Посадський радіо механічний технікум у яком навчається 600 учнів.

## Видатні українці, які пов’язані з містом
- Сергій Павлович Корольов
- Валентин Петрович Глушко